# Косолистник широколистий
Косолистник широколистий (Plagiothecium platyphyllum) — вид мохів порядку гіпнобрієвих (Hypnales).

## Поширення
Ареал охоплює такі частини світу: Європа, Північна Америка, Азія.
Вид уникає вапняків і росте в багатих лужними породами, але завжди бідних на вапно, помірно кислих, вологих, (напів)тінистих місцях на гумусі та скелях, часто в джерелах, біля струмків або біля водоспадів.

## Характеристика
Рослини до 8 см заввишки, нерівномірно розгалужені, мають плоске листя і утворюють світло- або темно-зелені газони. Листки до 3.5 × 1.8 мм, більш-менш асиметричні, від широко-яйцеподібних до яйцювато-ланцетних, дуже вузькі біля основи і поступово гостро загострені на вершині. Кінчик листа чітко зазубрений. Листова жилка подвійна або проста і роздвоєна і зазвичай тягнеться до середини листа. Вид автодомний, зазвичай часто плодоносить. Коробочка криволінійно-циліндрично-похила, кришечка від конічної до короткодзьобої. Розмір спори від 10 до 16 мікрометрів. Час дозрівання спор припадає на літо.